# Likani
Likani (gruzínsky ლიკანი) je sídlo městského typu v gruzínském kraji (gruzínsky mchare) Samcche-Džavachetie. Rozkládá se při západním okraji města Bordžomi v Bordžomské soutěsce, asi 160 kilometrů západně od gruzínského hlavního města Tbilisi. Likani leží na kraji Národního parku Bordžomi-Charagauli a je oblíbeným horským lázeňským městem.

## Podnebí
Zimy jsou zde mírné s malým množstvím sněhových srážek a průměrnou teplotou -2 °C, zatímco léta jsou teplá s průměrnými teplotami 20–25 °C. V městském parku Likani, který je oblíbenou rekreační zónou, převažují duby a jehličnany a vyvěrá zde několik minerálních pramenů s vodou složením podobnou známé minerálce „Bordžomi“.

## Pamětihodnosti
Pamětihodnosti města zahrnují trojlodní baziliku z 8.–9. století a Romanovský palác (1892–95) v maurském stylu na břehu řeky Kury. Když Gruzie ztratila nezávislost a stala se součástí ruského impéria, ruský velkokníže Michail Nikolajevič Romanov, syn cara Mikuláše I. získal místo generálního guvernéra Zakavkazska. Oceňoval krásu zdejší přírody natolik, že se rozhodl si zde postavit osobní letní rezidenci. Palác navrhl Leon Benois ve spolupráci s Leopoldem Bilfeldtem.
V éře Sovětského svazu se stala rezidence majetkem státu a byla často užívána předními stranickými i státními činiteli, včetně Josifa Vissarionoviče Stalina. V nové, nezávislé Gruzii slouží budova jako letní sídlo prezidenta. Zbytek rekreačního komplexu, zahrnující sanatorium vybudované v sovětské éře, byl v dubnu 2006 prodán kazachstánské státem vlastněné energetické společnosti KazMunayGas, která přislíbila vytvořit z celého areálu mezinárodní turistické centrum.